# Вулиця Богомольця (Львів)
Ву́лиця академіка Олександра Богомольця — вулиця у Личаківському районі міста Львова. Сполучає вулиці Івана Франка та Кльоновича. Вулиця спланована та забудована упродовж 1904—1908 років архітектурно-будівничим бюро Івана Левинського на місці колишніх садів і городів та є цікавим прикладом житлової забудови початку XX століття.

## З історії вулиці
У листопаді 1904 року було затверджено плани першого житлового будинку, а до жовтня 1908 року вулиця була повністю забудована. Ранній модерн виявив себе у багатому декоруванні фасадів та інтер'єрів забудови. Автори забудови зосередили свою увагу на графіці стін і, в меншій мірі, на новаціях у конструктивно-планувальних рішень. Проте вже є відчутні раціональні нотки у плануванні всієї забудови — в ансамблі «рондо». Один з провідних львівських архітекторів стилю модерн — Іван Левинський, запроєктував сім кам'яниць цього ансамблю. Будинки по вулиці Богомольця були розраховані не на міську аристократію, а на людину середнього достатку: зручні дво- та трикімнатні квартири були електрифіковані й відповідали всім тогочасним нормам з погляду гігієни. Особливістю забудови є органічне поєднання житлових споруд з невеличким сквериком. Яскрава зелень газонів разом з кольоровою палітрою керамічного каменю на фасадах створює неповторний зразок львівської сецесії.

## Назва
Вулиця Богомольця прокладена і заселена на початку XX століття. Свою першу назву, на честь польського драматурга і поета Адама Асника новостворена вулиця отримала у 1906 році. Під час німецької окупації (зокрема 1943 року) — Пергенґассе, на честь першого губернатора Галичини Антона фон Перґена. У липні 1944 року вулиці повернена передвоєнна назва — Асника. Сучасну назву, на честь українського патофізіолога, академіка Олександра Богомольця, вулиця отримала 1950 року.

## Забудова
Вулиця Богомольця налічує п'ятнадцять кам'яниць, що будувалися упродовж 1905—1908 років. Забудову здійснювали одні з найкращих архітекторів тогочасного Львова: Ян Шульц, Іван Левинський, Казимир Жечицький, Юліуш Цибульський, Генрик Сальвер та Саломон Рімер. Більшість будинків внесено до Реєстру пам'яток архітектури місцевого значення.

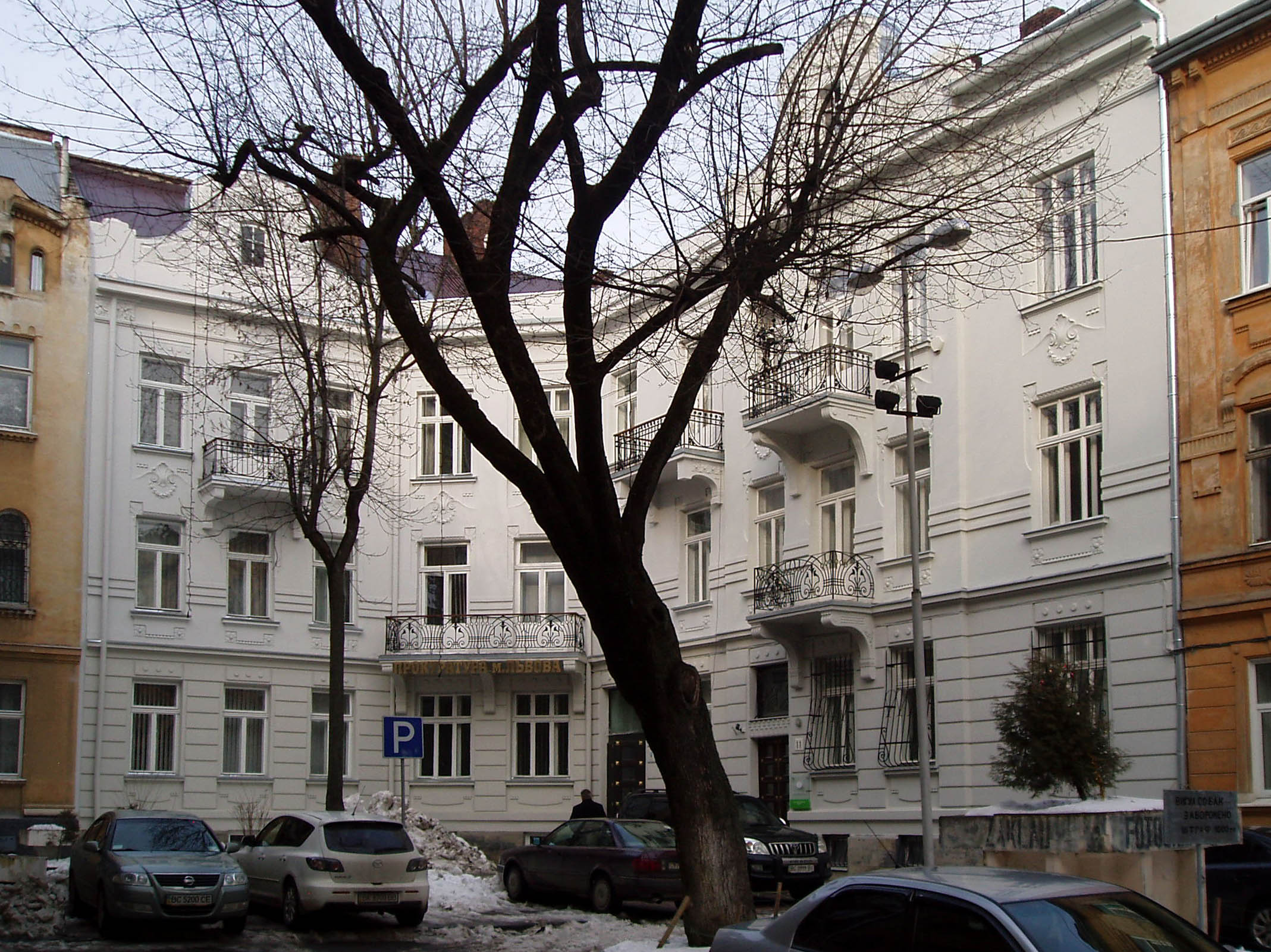
Богомольця, 9, 11

№ 1 — чотириповерхова чиншова кам'яниця, споруджена у 1905—1906 роках за проєктом архітектора Яна Шульца у стилі історизму на замовлення Гелени Баль. Дозвіл на заселення усіх приміщень було надано наприкінці листопада 1906 року. Будинок у плані складної конфігурації. Фасади вирішені несиметрично. Стіни будинку першого та другого поверхів декоровані лінійним рустом. Між першим і другим поверхом проходить профільована тяга, між другим і третім — профільована тяга доповнена декоративним фризом. Над вікнами третього та четвертого поверхів розміщені лінійні сандрики. На зрізаному куті будинку є два балкони (другий, третій поверхи). Фасад, паралельний до вулиці Богомольця, у розкріпованій частині на рівні другого та третього поверхів має балкона, а на фасаді по вулиці Франка на другому поверсі розташовані два еркери, які завершуються балконом третього поверху. Балкони та еркери мають ліпні кронштейни у формі волют.
На початку XX століття у цьому будинку мешкали: професор Адольф Бек — лікар-невропатолог, ректор Львівського університету, посол до Сейму; професор Людвик Емінович — польський поет, перекладач; Казимир Ласковський — президент господарчого товариства; професор медицини Зенон Лєнько — лікар-хірург Резервного шпиталю Червоного хреста у Львові (нині — Львівська обласна клінічна лікарня), один із піонерів польської урології, член установчого комітету Польської урологічної асоціації; Станіслав Проґульський — відомий лікар, професор медицини, який у 1941 році разом із сином Андрієм був розстріляний гестапівцями на Вулецьких пагорбах; Авґуст Діанні — оперний співак; Францішек Сломковський — скрипаль, другий диригент у театрі Скарбека, згодом Міського театру, композитор, професор контрапункту та гармонії, нижчого класу фортепіано у Львівській консерваторії Галицького музичного товариства. У 1905—1918 роках тут містилося Почесне віцеконсульство Великої Британії. Почесним віце-консулом Великої Британії у Львові, на той час, був професор Львівської політехніки та Львівської торговельної академії Роман Залозецький. До 1939 року власниками будинку залишалося подружжя Балів. Нині в партері будинку містяться офіси кількох відділень банків, перукарні, салону краси тощо.
№ 2 — наріжний житловий, чотириповерховий будинок. Колишня власність Марії Саботовської, дружини лікаря та громадського діяча доктора Антонія Саботовського. Дозвіл на будівництво був виданий 27 травня 1907 року, завершилося (дозвіл на поселення) 2 жовтня 1908 року. Проєкт виконував Казимир Жечицький, архітектор архітектурно-будівничого бюро Івана Левинського. Будинок у плані складної конфігурації. Фасади мають асиметричні композиції та майже позбавлені декоративних прикрас. Правий еркер на фасаді по вулиці Богомольця спирається на масивні подвійні кронштейни та завершується наметовим дахом, лівий — на рівні другого поверху має балкон. Розкріпована частина завершується трикутним щипцем з балюстрадою. Еркер фасаду від вулиці Франка має подібне завершення. На зрізаному куті будинку виступають балкони. Поверхня стін вкрита легким рустом. Вікна другого та третього поверхів обрамлені лінійними сандриками. В будинку у 1910-х роках містилися офіси фірми «Оренштайн і Коппель», що займалася будівництвом електричних колій та Гінекологічного товариства (лікар Броніслав Скалковський). У 1930-х роках тут також була розташована лабораторія лікарських аналізів докторів Геллера та Р. Еплера, згодом докторів Р. Еплера та Б. Льовенека. Нині будинок залишається частково житловим, а частину приміщень займають Почесне консульство Канади в Україні, Львівське комунальне підприємство № 503 та магазин художніх виробів «Етюд». Будинок внесений до Реєстру пам'яток архітектури місцевого значення під охоронним № 2-м.
№ 3 — наріжна, триповерхова ранньомодерністична чиншова кам'яниця, розташована із зовнішнього боку курдонеру. 9 червня 1905 року проєкт, виконаний в архітектурно-будівничому бюро Івана Левинського, затверджений та власнику ділянки — лікарю Янові Тадеушу Папе, наданий дозвіл на початок будівельних робіт із спорудження будинку, яке завершилося 6 серпня 1906 року. Фасади мають асиметричне вирішення. Бічні розкріповані частини завершуються сецесійними аттиками. Кутова частина споруди у плані півциркульної форми. У півциркульній частині на рівні другого поверху розташовується балкон з металевою балюстрадою, який опирається на ковані кронштейни. Вікна третього поверху декоровані ліпним сецесійним орнаментом та майоліковою плиткою. Перший поверх оздоблено лінійним рустом. Профільований карниз будинку оздоблено стилізованим рядом іоніки. Родина Папе була власниками будинку до кінця 1930-х років. Нині — житловий будинок, за винятком першого та частини приміщень на другому поверхах, які орендують приватні установи, зокрема, клініка естетичної медицини «Персона Люкс», стоматологічна клініка «Медодент» та інші. Будинок внесений до Реєстру пам'яток архітектури місцевого значення під охоронним № 3-м.
№ 4 — невелика триповерхова, чиншова кам'яниця є частиною сецесійного ансамблю житлових будинків, що оточують озеленений сквер у центрі вулиці. 27 жовтня 1905 року проєкт, виконаний в архітектурно-будівничому бюро Івана Левинського, затверджений та власникам ділянки — спілці «Ельстер і Топф», а саме Ізраелю і Саломону Ельстерам та Леонові Топфу, наданий дозвіл на початок будівельних робіт із спорудження будинку, яке завершилося 3 жовтня 1906 року. Фасад вирішено симетрично, умовно поділений на три частина. Центральна частина будинку завершується профільованим карнизом, бічні — щипцями. Щипці оздоблено ліпним сецесійним декором, тематикою якого є стилізоване жіноче обличчя, обрамлене каштановим листям. Симетрично на рівні другого поверху у бічних частинах виступають балкони на ліпних кронштейнах з металевою огорожею. Над вікнами третього поверху розташовуються панно із майолікової плитки з кольоровою квітковою композицією, виконаною у червоному, жовтому та зеленому кольорах. У 1906–1914 роках в офіцині будинку було розташоване фотоательє «Геліос», власницею якого була спочатку Ірена Мєчковська, згодом — Макс Апісдорф. У 1906—1908 роках філія ательє містилася в будинку на вул. Сикстуській, 33 (нині — вулиця Дорошенка), а у 1908—1914 роках — в будинку на вул. Коперника, 28. У 1906 році мешканець будинку, фотограф Оскар Вілчер, просить дозволу магістрату на побудову вітрини біля брами будинку за проєктом архітектора Артура Шлеєна. Дозвіл був наданий лише після повторного звернення до магістрату Іреною Мєчковською<. До 1918 року в будинку мешкав Ян Непомуцен Франке, польський математик, почесний доктор технічних наук Львівської Технічної академії. Будинок внесений до Реєстру пам'яток архітектури місцевого значення під охоронним № 4-м.
№ 5 — чотириповерхова чиншова кам'яниця, споруджена у 1905—1906 роках за проєктом архітектора Івана Левинського у стилі сецесії. 27 жовтня 1906 року був виданий дозвіл на заселення всіх його приміщень. Головний фасад вирішено симетрично, лише вхідний портал зміщений. Будинок завершується профільованим карнизом та фронтоном із прямокутним віконцем. Фронтон декоровано сецесійним орнаментом зі стилізованих маргариток. Балконна балюстрада другого поверху виконана з повторюваних елементів стилізованого чортополоху. Балкон третього поверху у плані має еліпсоподібну форму, балюстрада кована, виконана на основі геометричних ліній. Над вікнами четвертого поверху розміщені керамічні вставки. Вхідні двері металеві, двостулкові зі світликом, який оздоблений ґратами та ліпним рослинними орнаментом. У під'їзді підлога викладена керамічною плиткою з геометричним орнаментом, у якому прочитується мотив маргаритки. Майже одразу Іван Левинський продав завершену кам'яницю капітану Станіславу Бастґену та його дружині Юзефі Ванді, яка згодом перейшла у власність Романа Бастґена. У 1928—1939 роках власниками будинку були службовець Крайового відділу, інженер Бернард Пордес та Владислав Макович. У 1930-х роках в будинку мешкав архітектор Марек Локсер. Будинок внесений до Реєстру пам'яток архітектури місцевого значення під охоронним № 5-м.
№ 6 — триповерховий житловий будинок споруджений у 1906 році за проєктом, розробленим в архітектурно-будівничому бюро Івана Левинського, як чиншова кам'яниця підприємця Леона Штаубера. Автором дизайну чільного фасаду є архітектор Тадей Обмінський, статистичний розрахунок конструктивних елементів зробив Казимир Теодорович. Композиція фасаду осьова, симетрична. Центральна вісь представлена вхідним порталом. Фасад умовно розбито на три частини вертикальними лізенами. Вікна бічних частин на другому та третьому поверсі мають овальне завершення, вікна третього оздоблені підвіконними чашами з ліпним декором та в обрамлені мають замковий камінь. Вікна першого поверху декоровані орнаментальним пояском іоніки. Між першим та другим поверхом проходить профільована тяга. Фасад до половини першого поверху декоровано лінійним рустом. Вхідний портал оздоблено рослинними елементами, типовими для сецесії. Балюстрада балкону виконана у вигляді стилізованих листків та квіток чортополоху. Верх фасаду декоровано фризом та вставками керамічної плитки. Майолікова плитка має геометричний сецесійний декор, виконана у бірюзовому, приглушеному червоному та білому кольорах. Лізени центральної частини декоровані зверху стилізованими вінками, а бічних частин фасаду оздоблені ліпним декором та завершуються маскаронами химер. Фасад завершується у центральній частині профільованим прямим карнизом, а у бічних частинах карниз повторює овальну форму вікон. Балюстрада сходової клітки виконана у «дротяному» стилі. Композиція вітражного панно, сходової клітки має рослинний характер. Використано мотив маків, нарцисів, з переплетенням стебел. Добре зберігся рисунок вітражу, але втрачена його кольорова палітра. У міжвоєнний період власницею кам'яниці була Дора Штаубер-Бриндзова, можливо, донька та спадкоємиця Леона Штаубера. 1936 року реконструйовано помешкання на партері: з однієї п'ятикімнатної квартири, що займала половину поверху, утворено дві двокімнатних. Перша залишилася повністю у фронтовому корпусі будинку, а друга — у флігелі, до неї влаштовано вхід з подвір'я. Керував роботами будівничий Ян Смолінський. Від 2004 року частину будинку займає «Центр міської історії Центрально-Східної Європи». Тут містяться офіси, помешкання для дослідників. Також у будинку розташований офіс організації «Муніципальний розвиток та оновлення старої частини міста Львова». Будинок внесений до Реєстру пам'яток архітектури місцевого значення під охоронним № 6-м.
№ 7 — триповерховий житловий будинок, споруджений у 1905—1906 роках за проєктом архітектора Івана Левинського для Генрика Ґоттліба Гашлякевича. Це чиншовий будинок у стилі орнаментальної сецесії з елементами неороманського та неоготичного стилів. У жовтні 1906 року було надано дозвіл на заселення будинку. Будинок складної конфігурації у плані. Фасад вирішено асиметрично, має дві розкріповані частини. Центральна частина споруди утворена кутовими нішами балконів. Розкріповані частини завершуються щипцями з плавним силуетом та прорізними віконцями півциркульної форми, центральна частина фасаду — профільованим карнизом зі аркатурним фризом та маскароном, що зображає жіноче обличчя. У 1910-х роках в будинку мешкали: Євген Олесницький — український правник, політик, громадський діяч, посол Галицького сейму до Австрійського парламенту; Адам Креховецький, редактор газети «Gazeta Lwowska»; архітектор Адам Опольський у спілці з Іґнатієм Кендзерським мали тут свій офіс. 1913 року у будинку орендувала приміщення «фребльовська» школа (від імені німецького філософа і педагога Фридерика Вільгельма Августа Фрьобля) — заклад для підготовки виховательок—«садівниць» (виховательок дитячих садків), директоркою якої була Амалія Д'Ендель. На початку 1920-х років власником будинку був Якуб Позамент, відомий львівський громадський діяч. Принаймні упродовж 1924—1939 років власниками будинку були Ушер і Дебора Кандлі. Будинок внесений до Реєстру пам'яток архітектури місцевого значення під охоронним № 7-м.
№ 8 — триповерхова сецесійна кам'яниця, споруджена у 1905—1906 роках за проєктом архітектора Івана Левинського для спілці «Ельстер і Топф», власниками якої були Ізраель і Саломон Ельстери та Леон Топф. Попередньою власницею вілли і садів, на місці яких споруджена кам'яниця була Клементина (з Боґданів) Вітославська. Дозвіл на заселення виданий у жовтні 1907 року. Композиція фасаду вирішена симетрично, лише вхідний портал зміщено дещо вліво. Між першим та другим поверхом проходить профільована тяга. Перший поверх декоровано лінійним рустом. На рівні другого поверху у центральній частині будинку виступає балкон. Його підтримують масивні ліпні кронштейни, які переходять у декоративні ребра огорожі. Бетонні елементи балконної огорожі зроблені з модулів, що мають вигляд стилізованих квіток барвінку. Фасад на рівні третього поверху декоровано майоліковою плиткою. Особливістю цієї будівлі є те, що її стрижнем є шахта сходової клітки (розділена на дві паралельні частини — парадні та «чорні» сходи), що перекрита зверху ліхтарем. Металева арматура ліхтаря нагадує крила комахи. Навколо цього стрижня групуються секціями квартири. У вікні сходової клітки збереглися вітражі, виготовлені на початку XX століття у майстерні Леона Аппеля. У 1930-х роках власниками кам'яниці були Якуб Фершляйзер та Іда з Кляйнів. У 1936—1939 роках тут винаймав квартиру фотограф Олег Лужницький, у якій мешкав сам та використовував приміщення як фотоательє «Фото-Ото», а співвласником фотоательє був Юліуш Зільбербуш. Нині в одній із квартир міститься офіс благодійної організації «Мальтійська служба допомоги у Львові». Будинок внесений до Реєстру пам'яток архітектури місцевого значення під охоронним № 8-м.
№ 9, 11 — триповерхові сецесійні будинки, споруджені у 1904—1905 роках, на місці колишньої вілли та садів Клементини (з Боґданів) Вітославської, за проєктом, розробленим в архітектурно-будівничому бюро Івана Левинського. Кам'яниця належала спілці «Ельстер і Топф», власниками якої були Ізраель і Саломон Ельстери та Леон Топф. Композиція фасадів асиметрична. Фасад почленовано пілястрами, які оздоблено квітковим орнаментом. Ліва частина будинку № 9 завершується фронтоном з плавним силуетом та прямокутним вікном. Його декоровано ліпним рослинним, сецесійним орнаментом. Подібним фронтоном завершується фасад будинку № 11. Між першим та другим поверхами проходить профільована тяга. На другому поверсі виступають балкони на ліпних кронштейнах з кованими огорожами. Вікна оздоблено ліпниною. Вхідний портал будинку № 9 зміщено вправо, будинку № 11 — вліво. Фасад до рівня другого поверху декоровано лінійним рустом. З тильного боку прибудована невеличка споруда, яка спочатку це була паперова фабрика власності фірми «Ельстер і Топф», після 1921 року — фабрика консерв та шоколаду фірми «Рюкер і Гьофлінґер». До 1939 року в будинку мешкала Юзефа Ґолдблатт—Каммерлінг, директорка та власниця приватної жіночої школи, що містилася в будинку при вул. Сакраменток, 16 (нині вул. Туган-Барановського). Нині в будинку міститься Прокуратура міста Львова та ДП «Львівський державний інститут проектування комунального будівництва „Львівдіпрокомунбуд“». Будинки внесені до Реєстру пам'яток архітектури місцевого значення під охоронним № 9-м та № 10-м відповідно.
№ 10 — чотириповерховий житловий будинок із асиметричним вирішенням фасаду, збудований у стилі сецесії на замовлення адвоката Альфреда Зґурського та його дружини Марії, на місці колишньої вілли та садів Клементини (з Боґданів) Вітославської. Проєктувало бюро Юліана Цибульського. Дозвіл на будівництво виданий 16 липня 1907 року. Головний фасад містить дві бічні розкріповані частини. На зрізаному куті будинку на рівні другого та третього поверхів виступає еркер, що опирається на масивні, ліпні, подвійні кронштейни. Перший поверх декоровано лінійним рустом. Над вікнами розташовуються лінійні сандрики. У 1928 році надбудовано четвертий поверх, за проєктом архітектора Генрика Орлеана. У проєкті було застосовано плоскі залізобетонні перекриття системи Вайса. Будівництво завершилося на початку 1929 року і вже у січні того ж року надано дозвіл на використання приміщень. У 1930-х роках в будинку містився електромеханічний заклад «Мікрон» та фабрика паперових виробів «Рапід-Мілль». Нині будинок виконує лише житлову функцію.
№ 11а — триповерховий житловий будинок, споруджений у 1905 році за проєктом архітектора Генрика Сальвера, додаткові плани виконані Саломоном Рімером для перукаря Германа Валлаха та його дружини Нетті. Зразок ранньомодерністичної чиншової кам'яниці початку XX століття та вирішена у стилі сецесії з елементами історизму. За бажанням власника Германа Валлаха будинок отримав номер не 13, а 11а. На зрізаному куті будинку на рівні другого та третього поверхів виступають балкони, що опираються на ліпні кронштейни. Перший поверх декоровано лінійним рустом. Вікна третього та другого поверхів оздоблені ліпним, сецесійним декором. Декоративне убранство фасаду доповнюють сецесійні лізени. Будинок завершується профільованим карнизом, а зрізаний кут — сецесійним аттиком з фронтоном. На початку XX століття у будинку мешкав доктор Едмунд Бернацький — професор університету імені Яна Казимира, лікар-спеціаліст із внутрішніх хвороб (влітку працював у Карлсбаді), член управління загальних лікарських лекцій.
№ 15. Триповерховий житловий будинок на розі вулиць Богомольця і Кльоновича, споруджений у 1907—1908 роках за проєктом архітектора Юліана Цибульського для лікаря Юзефа Ґрацки та його дружини Нетті, де крім його помешкання та квартир для здачі в оренду містилася лікарська приймальня Юзефа Ґрацки. Плани на будівництво затверджені 6 червня 1907 року. Будинок зі складним планом. Фасад вирішено у стилі сецесії з елементами неокласики. На зрізаному куті будинку на рівні другого та третього поверхів виступає еркер на спарених, ліпних, масивних кронштейнах. Еркер завершується наметовим дахом. Між першим та другим поверхами проходить профільована тяга. Перший поверх декоровано лінійним рустом. Фасад по вулиці Богомольця має дві розкріповані частини, у лівій на рівні другого та третього поверхів розміщуються балкони на ліпних кронштейнах з металевими огорожами. На початку XX століття у будинку мешкали Юзеф Грацка — доктор медицини, лікар-спеціаліст із внутрішніх хвороб; Казимир Чарнік — доктор права, адвокат, член адвокатської палати Львівського крайового суду. Мав власну канцелярію при вул. Собеського, 4; доктор Броніслав Чарнік — співробітник бібліотеки Оссолінських у Львові. У міжвоєнний період в будинку мешкав інженер Роман Роговський (будівництво каналізації) та відомий у Львові кінопідприємець Йоахим Шаль, власник кінотеатрів, зокрема «Ґражина», «Атлантік», «Штука». Нині в будинку, крім житлових квартир, міститься Почесне консульство Мексиканських Сполучених Штатів та офіс турагенції «Комфорт-Тур».